# Ахмед Акрам
Ахмед Акрам (20 жовтня 1996) — єгипетський плавець.
Олімпійський юнацький чемпіон 2014 року, учасник Ігор 2016 року.
Переможець Африканських ігор 2015 року.